# Peter Otto Heim

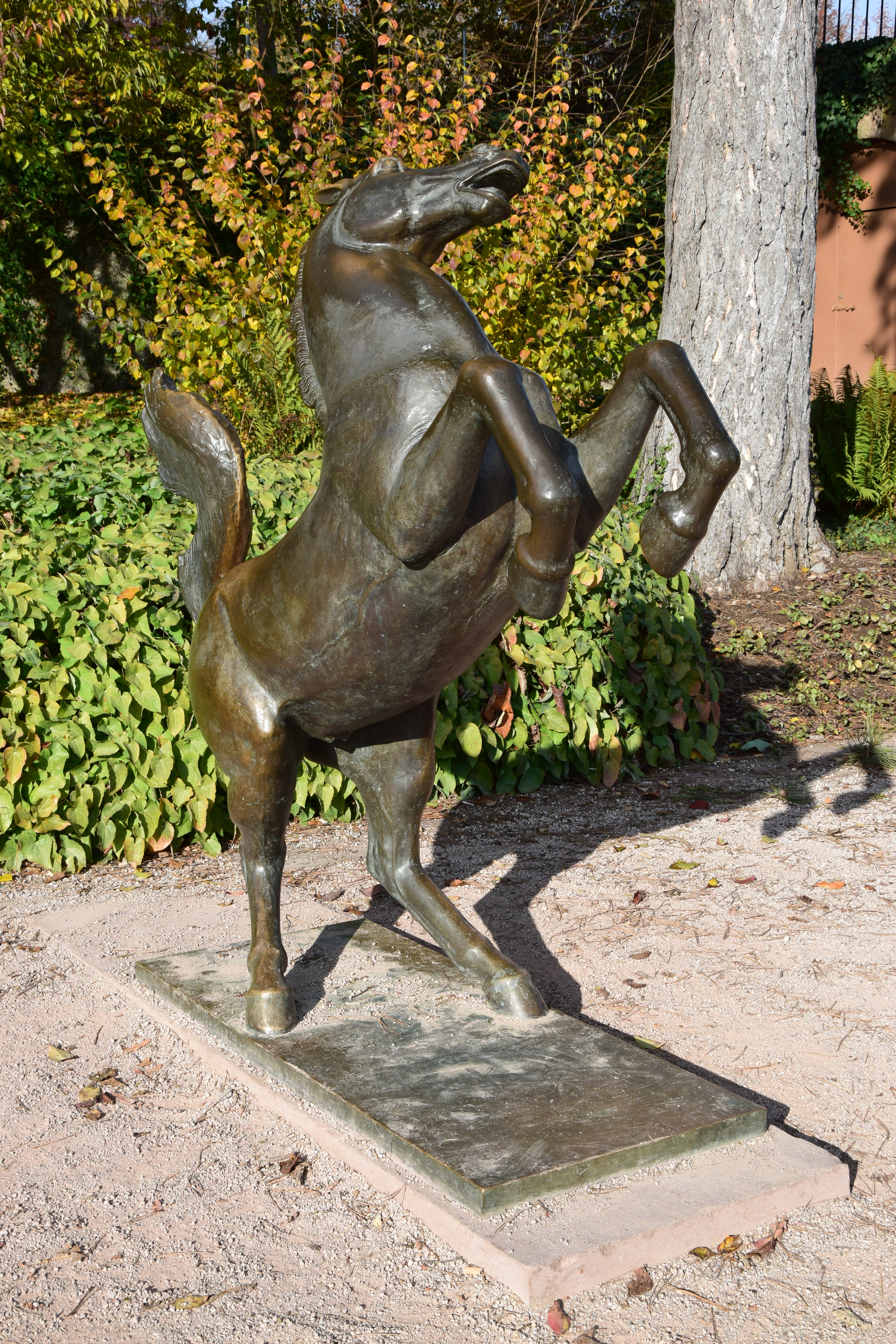
Peter Otto Heim: Steigendes Pferd (Höhenpark Killesberg, Stuttgart)

Peter Otto Heim (* 17. Juli 1896 in Alberweiler; † 15. September 1966 in Gerlingen) war ein deutscher Bildhauer, Maler und Kunstpädagoge.

## Leben und Werk
Nach einer Lehre als Steinmetz studierte Heim von 1919 bis 1922 bei Alfred Lörcher an der Kunstgewerbeschule Stuttgart. 1922 bis 1923 absolvierte er einen Studienaufenthalt in Italien.
Von 1924 bis 1942 war Heim als selbständiger Bildhauer tätig. Ab 1926 hatte er als Assistent der Bildhauerklasse einen Lehrauftrag an der Kunstgewerbeschule Stuttgart inne. In der Zeit des Nationalsozialismus war er Mitglied der Reichskammer der bildenden Künste. 1942 wurde er als Professor für Bildhauerei an die Kunstakademie Stuttgart berufen. U. a. war er 1943 auf der Große Deutsche Kunstausstellung in München mit der Statue Fliehendes Mädchen vertreten.

## Weitere Ausstellungsteilnahmen (unvollständig)
- 1929, 1932 Stuttgarter Sezession
- 1934: München, Neue Pinakothek („Süddeutsche Kunst in München“)
- 1935: Berlin, Württembergische Künstler (Ausstellung des Vereins Berliner Künstler)
- 1937: Stuttgart, Kunstgebäude (Kunstausstellung des Hilfswerks für die deutsche bildende Kunst in der NS-Volkswohlfahrt)
- 1943: Wien, Künstlerhaus ("Junge Kunst im Deutschen Reich")[3]

## Schriften
- Der Bildhauer Alfred Lörcher. Felix Krais Verlag, Stuttgart 1935.